# Homokmégy
Homokmégy is een plaats (község) en gemeente in het Hongaarse comitaat Bács-Kiskun. Homokmégy telt 1544 inwoners (2002).